# 拉塞尔沃
拉塞尔沃（法語：La Selve，法語發音：[la sɛlv]）是法国阿韦龙省的一个市镇，属于米约区。

## 地理
拉塞尔沃（44°6'43"N, 2°32'6"E）面积48.27 平方千米，位于法国奧克西塔尼大區阿韦龙省，该省份为法国南部内陆省份，位于法國中央高原南部，北起顺时针与康塔爾省、洛泽尔省、加尔省、埃罗省、塔恩省、塔恩-加龙省和洛特省接壤。
与拉塞尔沃接壤的市镇（或旧市镇、城区）包括：奥里阿克拉加斯、卡萨涅贝戈内斯、迪朗克、莱代尔格、雷基斯塔、吕拉克-圣西尔克、圣让代尔努。

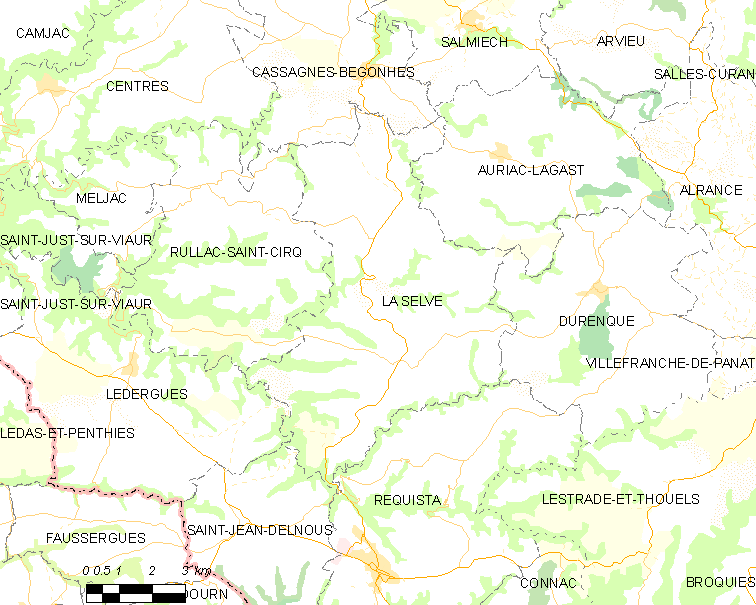
拉塞尔沃的OSM定位图

拉塞尔沃的时区为UTC+01:00、UTC+02:00（夏令时）。

## 行政
拉塞尔沃的邮政编码为12170，INSEE市镇编码为12267。

## 政治
拉塞尔沃所属的省级选区为雷基斯塔奈山县。

## 人口

1962-2008年间拉塞尔沃人口变化图示

拉塞尔沃于2022年1月1日时的人口数量为583人。